# Пермети (округ)
Пермети, Пармет (алб. Rrethi i Përmetit) — один из 36 округов Албании, расположенный на юго-востоке страны.

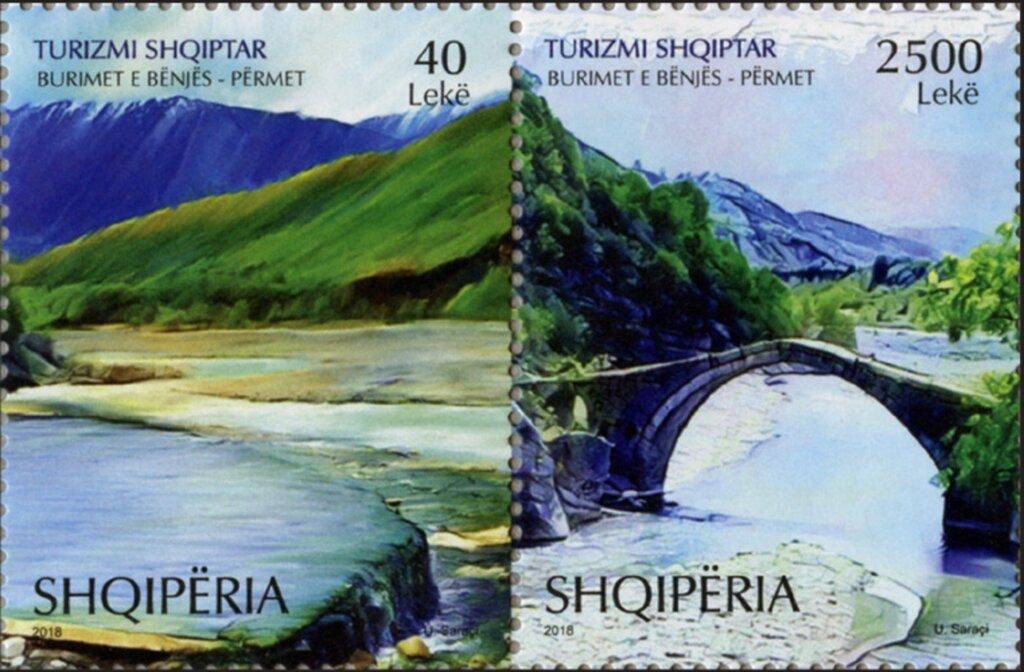
Пермети на почтовой марке Албании, 2018 г.

Округ занимает территорию 929 км² и относится к области Гирокастра. Административный центр — город Пермети.
Половину населения составляют греки и аромуны. Возрождается православная и мусульманская вера, среди мусульман половина верующих — бекташи.

## Географическое положение
Округ включает в себя долину реки Вьоса от греческой границы до ущелья Кельцюра и прилегающие долины. Долина реки окружена высокими горами. На востоке идущий параллельно реке горный хребет Немерчка достигает высоты 2495 метров, а гора Дембел  — 2090 метров. На востоке горы ниже — редкие вершины выше 1500 м. Однако местность труднодоступна. Здесь расположен обширный национальный парк Bredhi i Hotovës-Dangëlli площадью 34 361,05 гектаров, из которых 33 165,3 гектаров в этом округе, а 1195,8 гектаров в округе Колёня.

## Транспорт
В горную долину Вьосы легче всего попасть из Тепелены. Горная дорога ведет из города Колёня в Корчу через Эрсеку.

## Достопримечательности и культура
Округ традиционно славится своим вином и ракией — виноградным самогоном.
Всей Албании известно село Фрашери — родина братьев Абдуля, Наима и Сами Фрашери, боровшихся за независимость Албании.
Административный центр, город Пермети, часто называют «городом роз» за его живописные виды и обилие цветов. Город известен и своей фольклорной музыкой.

## Административное деление
Территориально округ разделён на города Пермети и Кельцюра и 7 коммун: Балабанов, Чаршова, Дишница, Фрашери, Петран, Пискова, Сука.